# Glen Johnson (football)
Pour les articles homonymes, voir Glen Johnson.
Glen McLeod Cooper Johnson, né le 23 août 1984 à Greenwich (Angleterre), est un footballeur international anglais, désormais retraité. Durant sa carrière professionnelle, il évoluait au poste de défenseur.
Avec l'Angleterre, il a notamment participé à l'Euro 2012 et à la Coupe du monde 2014.

## Biographie

### Carrière en clubs
Glen Johnson commence sa carrière en rejoignant le centre de formation de West Ham en 2000. Il sera ensuite prêté à Millwall ou il ne jouera que 8 matchs avant de revenir chez les Hammers. Sa carrière prend un tournant lorsqu'il signe en faveur de Chelsea en 2003, ou il n'arrivera pas à s'imposer sous les ordres de Claudio Ranieri puis de José Mourinho.
Johnson est prêté à Portsmouth lors de la saison 2006-2007, où, à la suite de cette bonne saison, il signe au club de Pompey la saison suivante. Avec Portsmouth, il gagne la FA Cup en 2008 et s'impose comme un des meilleurs arrières droit de la Premier League. 
Le 16 juin 2009, il signe à Liverpool, pour la somme de 20 millions d'euros, où il s'impose rapidement comme un titulaire indiscutable dans l'esprit de Rafael Benítez. Toutefois, les Reds réalisent une mauvaise saison avec une 7e place en Premier League et Benítez sera limogé. Son successeur Roy Hodgson lui maintient sa confiance mais les relations vont devenir ombrageuses entre les deux hommes et Johnson devra faire face à la concurrence de Martin Kelly.
La direction de Liverpool et Hodgson décident de se séparer à l'amiable en janvier 2011, et c'est une idole du club, Kenny Dalglish, qui reprend l'équipe avec Glen Johnson qui retrouve son statut de numéro 1 sur le flanc droit de la défense. Avec Dalglish, Johnson remporte la League Cup et joue une finale de FA Cup, perdue contre Chelsea. Brendan Rodgers arrive au club durant l'été 2012 et confirme Johnson dans son rôle.
Le 10 juin 2015, Glen Johnson est libéré par le club.
Glen Johnson rejoint alors le club de Stoke City le 12 juillet 2015, en signant un contrat de deux saisons.
Libéré par Stoke City lors de l'été 2018 après la relégation des Potters en Championship (D2 anglaise), Glen Johnson annonce sa retraite le 21 janvier 2019.

### Carrière en sélection
Glen Johnson honore sa première sélection le 16 novembre 2003, lors d'un match amical contre le Danemark à Manchester (défaite 2-3). Il doit toutefois faire face à la terrible concurrence de joueurs comme Gary Neville, Jamie Carragher, Wes Brown puis Micah Richards pour le poste d'arrière droit avec les Threes Lions. 
C'est à partir de 2008 que Johnson devient l'arrière droit titulaire des Three Lions dans l'équipe de Fabio Capello et c'est tout naturellement qu'il participe à la Coupe du monde 2010 ou Glen Johnson joue tous les matchs. Roy Hodgson le retient dans sa liste des 23 joueurs pour l'Euro 2012 ou il jouera également les quatre matchs de son équipe. Retenu pour faire partie de l'effectif anglais pour la Coupe du monde 2014 au Brésil, l'Angleterre réalise un mauvais tournoi avec deux défaites et un nul.
Glen Johnson inscrit un seul but avec l'équipe d'Angleterre, le 24 mai 2010, en amical contre le Mexique à Londres (victoire 3-1). Le 15 juin 2012, il inscrit un but contre son camp, lors d'un match face à la Suède, dans le cadre de l'Euro 2012 (victoire 3-2).
Au total, Glen Johnson reçoit 54 sélections et inscrit 1 but avec l'Angleterre entre 2003 et 2014.

## Palmarès

### En club
- Chelsea FC
  - Champion d'Angleterre en 2005
  - Vainqueur de la League Cup en 2005

- Portsmouth FC
  - Vainqueur de la Coupe d'Angleterre en 2008

- Liverpool FC
  - Vainqueur de la League Cup en 2012
  - Finaliste de la Coupe d'Angleterre en 2012